# Rejon niżneingaszski
Rejon niżneingaszski (ros. Нижнеинга́шский райо́н, Niżnieingaszskij rajon) – rejon administracyjny i komunalny Kraju Krasnojarskiego w Rosji. Centrum administracyjnym rejonu jest robotnicze osiedle typu miejskiego Niżnij Ingasz, którego ludność stanowi 22,7% populacji rejonu. Został on utworzony 4 kwietnia 1924 roku.

## Położenie
Rejon ma powierzchnię 6 143 km² i znajduje się w południowo-wschodniej części Kraju Krasnojarskiego, granicząc na północy z rejonem abańskim, na wschodzie i południowym wschodzie z obwodem irkuckim, a na południu i zachodzie z rejonem iłańskim.
Przez rejon przebiega linia główna kolei transsyberyjskiej oraz droga magistralna M53.

## Ludność
W 1989 roku rejon ten liczył  mieszkańców 43 800, w 2002 roku 39 391, w 2010 roku 33 420, a w 2011 zaludnienie wyniosło 33 209 osób.

## Podział administracyjny
Administracyjnie rejon dzieli się na 12 sielsowietów oraz 4 osiedla typu miejskiego:
- Niżnij Ingasz
- Niżniaja Pojma
- Pokanajewka
- Tińskoj